# 시화호조력발전소
시화호조력발전소(始華湖潮力發電所, 영어: Sihwa Lake Tidal Power Station)는 경기도 안산시 단원구 대부동동에 위치한 조력발전소이다. 시화호를 품으며 대부도와 오이도를 잇고 있는 시화방조제의 중앙에 있다. 지방도 제301호선이 지나고 있다.
반월국가산업단지와 농지의 확장을 목표로 하는 ‘시화지구 간척사업계획’에 따라 군자만이라고 불리던 이 지역에 1987년부터 1994년까지 시화방조제가 건설되었다. 방조제로 물이 가둬진 담수호가 되자 각종 오·폐수가 쌓이기 시작했다. 화학적 산소 요구량(COD)이 평균 17.4ppm까지 오르면서 많은 생물이 폐사하자, ‘죽음의 호수’라는 별명과 함께 인근 주민과 여론의 비판이 일었다. 감사 결과 공직자들의 부패에 따른 결과임이 밝혀져 징계하게 된다. 이어 정부는 시화호 살리기에 나서며 2000년 해수유통을 결정하였다. 2001년 수질개선이 기대에 못 미치자 시화호를 특별관리해역으로 지정하고 종합관리계획을 수립하면서, 제2 배수갑문 겸 조력발전소 설치를 결정해 해수유통량의 증대를 꾀하게 된다.
발전소 주변 부지는 에너지 자립도시와 과학공원으로 계획되었으나 ‘시화호 워터프론트’(시화나래) 프로젝트 합의에 따라 일부 계획이 인근 도시로 이전된다. 2004년 12월 작은가리섬 인근 13만8천m2에 사업비 3,551억 원을 들여 착공하였다. 가물막이 공사에 원형셀공법을 도입하였고 발전 시스템에 폐수를 줄이기 위한 친환경 설계를 도입하여 2011년 8월 완공하였다. 운영 주체는 한국수자원공사의 시화사업본부이며, 직원들은 시화조력관리단이라는 이름으로 조직되어 근무하고있다. 발전소와 과학전시관, 전망대와 휴게소, 수변무대 겸 광장으로 구성되어있다. 시화호의 해수유통량을 늘려주어 수질개선에 일조하였으나 오염된 퇴적토를 함께 배출하고 인근 해역의 유속을 느려지게 해 논란이 일었다. 조력발전 시설용량은 254MW로 세계 최대이며, 프랑스 랑스조력발전소와 함께 대표적인 조력발전소로 꼽힌다. 매월 10만 명이 찾는 안산시의 관광명소로, 향후 개발되는 인근 관광지와도 연계될 예정이다.

## 추진 배경

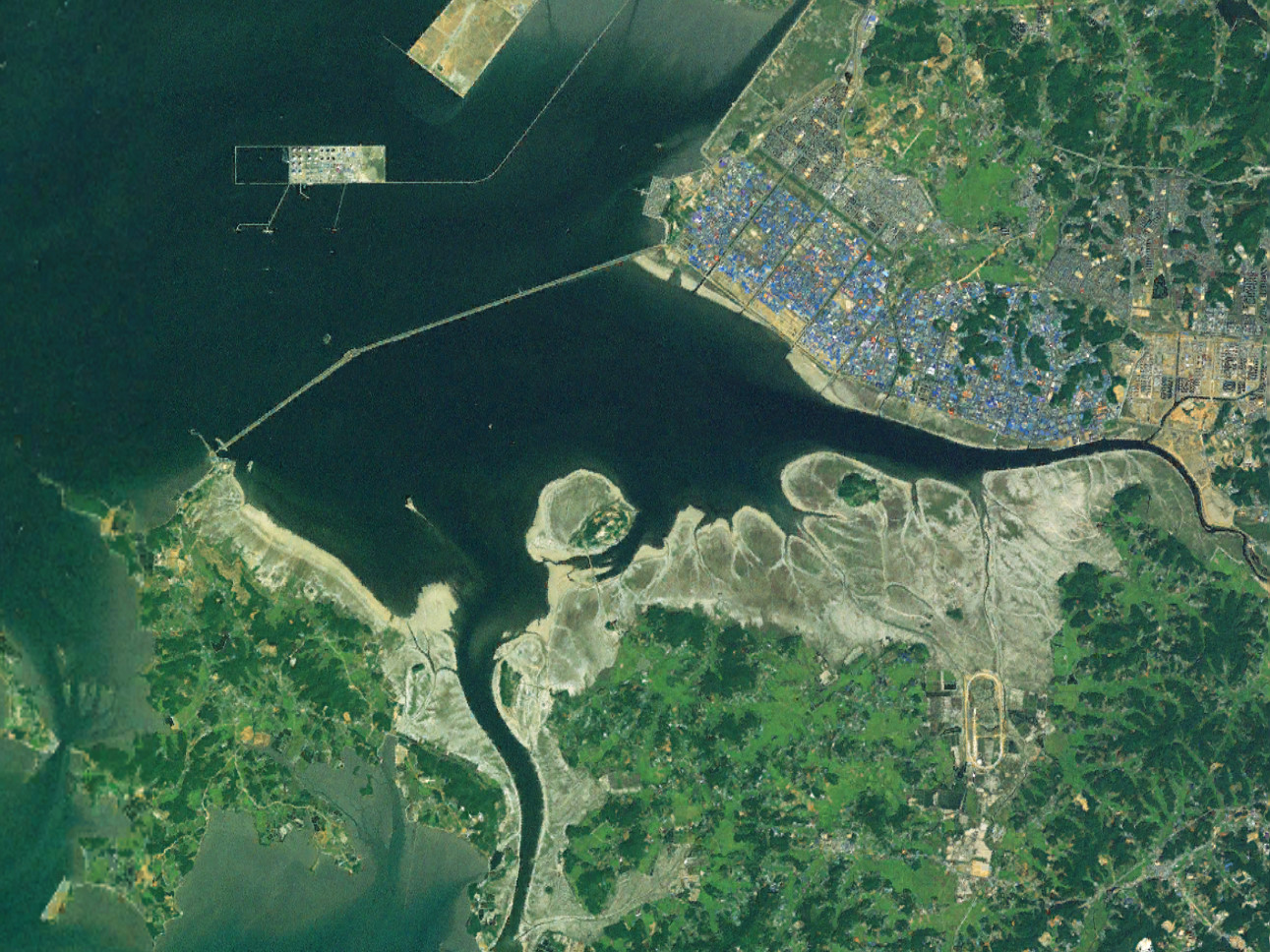
시화호와 주변부 위성사진.

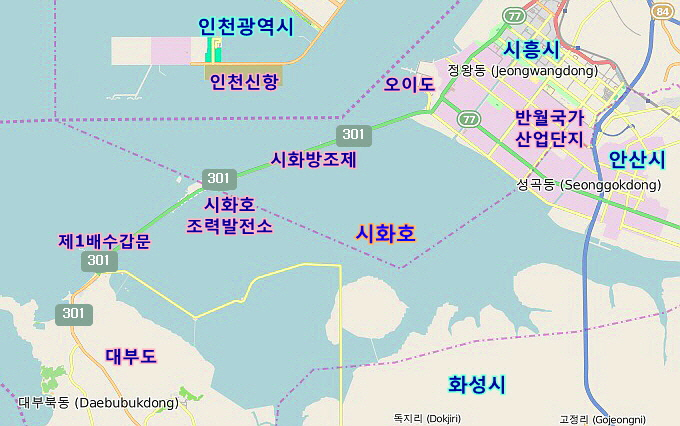
조력발전소와 주변 지리.

반월국가산업단지와 농지의 확장을 목표로 하는 ‘시화지구 간척사업계획’에 따라 군자만이라고 불리던 이 지역에 1987년부터 1994년까지 시화방조제를 건설하게 된다. 방조제로 물이 가둬진 담수호가 되자 공장 오·폐수와 생활하수가 쌓이게 되었다. 농업용수 기준인 화학적 산소 요구량(COD) 8ppm을 훨씬 초과한 평균 17.4ppm에 일부 지점은 50ppm이 넘는 등 수질이 급격히 악화하였고 생물들의 폐사도 이어졌다. 이에 ‘죽음의 호수’라는 별명과 함께 생태계 파괴 논란으로 인근 주민과 여론의 비판이 일게 되었다. 그리고 이어진 감사원의 감사에서 한국수자원공사의 감독 소홀로 6,979개의 오·폐수 배관이 부실시공돼 하루 평균 7,000t의 오·폐수가 그대로 방류되었고, 안산시의 하수처리장 운영 부실로 역시 오·폐수를 그대로 배출한 데다, 수자원공사가 환경영향평가에서 이를 5.7ppm의 깨끗한 수질로 축소평가 한 것으로 드러났다. 이로써 한국수자원공사, 안산시, 한강유역환경청, 건설교통부의 관련 공무원 14명을 징계하게 된다.
곧이어 시화호 살리기에 나섰다. 수질개선 대책으로 하수처리장 증설과 인공습지 지대 조성에 나섰고, 배수갑문을 통한 시범적 해수유통도 했다. 시범 유통 결과 죽어있던 갯벌이 배수갑문 근처에서 일부 살아나면서 소수의 철새가 돌아오는 등 생태계의 복원이 빠르게 진행되었다. 이에 1998년 본격적으로 시화방조제 서쪽 배수갑문을 연다. 불가능하게 된 농업용수로의 쓰임은 별도의 용수원 확보사업으로 해결한다는 대안으로 인근 농민의 설득에도 성공하자, 2000년 12월 김대중 정부는 시화호 담수화를 포기하고 해수화를 선언하였다. 2001년 수질개선이 기대에 못 미치자 시화호를 특별관리해역으로 지정하고 종합관리계획을 수립하였다. 종합계획으로 제2 배수갑문 겸 조력발전소 설치가 결정되어 기존 3천만t에서 1억 6천만t으로 해수유통량 증대를 꾀하게 된다.
발전소 설치 결정은 경제성과 발전 규모 면에서도 적합했기에 가능했다. 일반적으로 조력발전소는 발전시설 건립비용보다 방조제 건설비용에 3배나 더 들어 수입 대 지출 비율이 1:1 수준으로 채산성이 떨어진다. 충분한 조차 발생지역도 제한적이고, 방조제 건설로 인한 생태계 영향이 있어 세계적으로도 개발, 가동되는 조력발전소는 많지 않다. 하지만 시화호의 조력발전은 이미 건설된 방조제를 활용하자는 것이었고, 이미 망가진 환경을 되살리자는 것이었다. 수입 대 지출 비율은 1.3:1로 높았고, 조차도 8~10m에 달해 활용 가능한 낙차였다. 발전량은 20MW 급 발전기 10대로 웬만한 수력발전소에 뒤지지 않는 규모였다.

## 계획과 건설

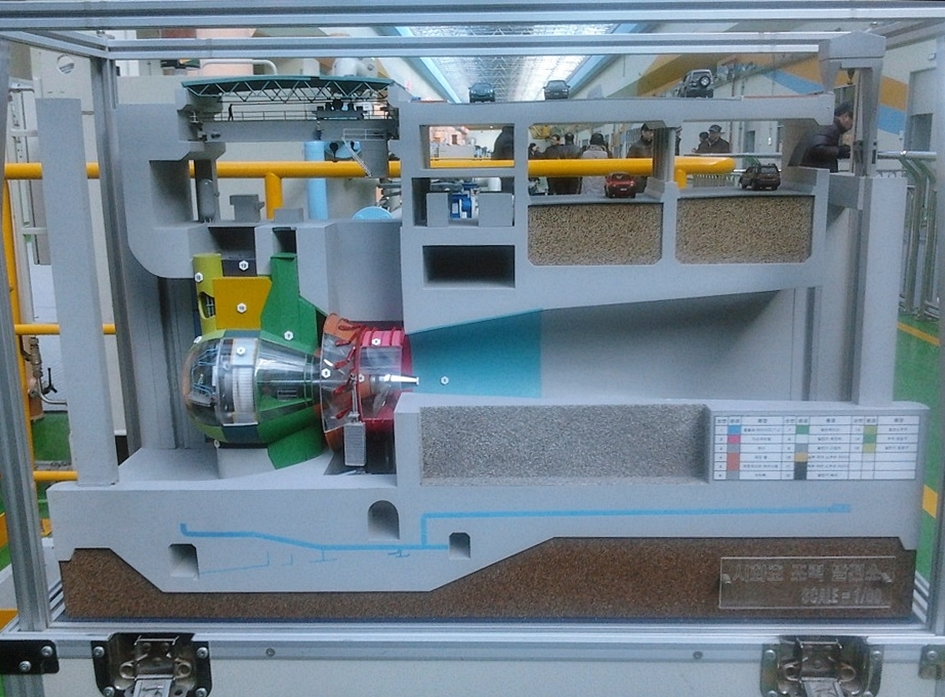
수차발전소 단면 축소 모형.

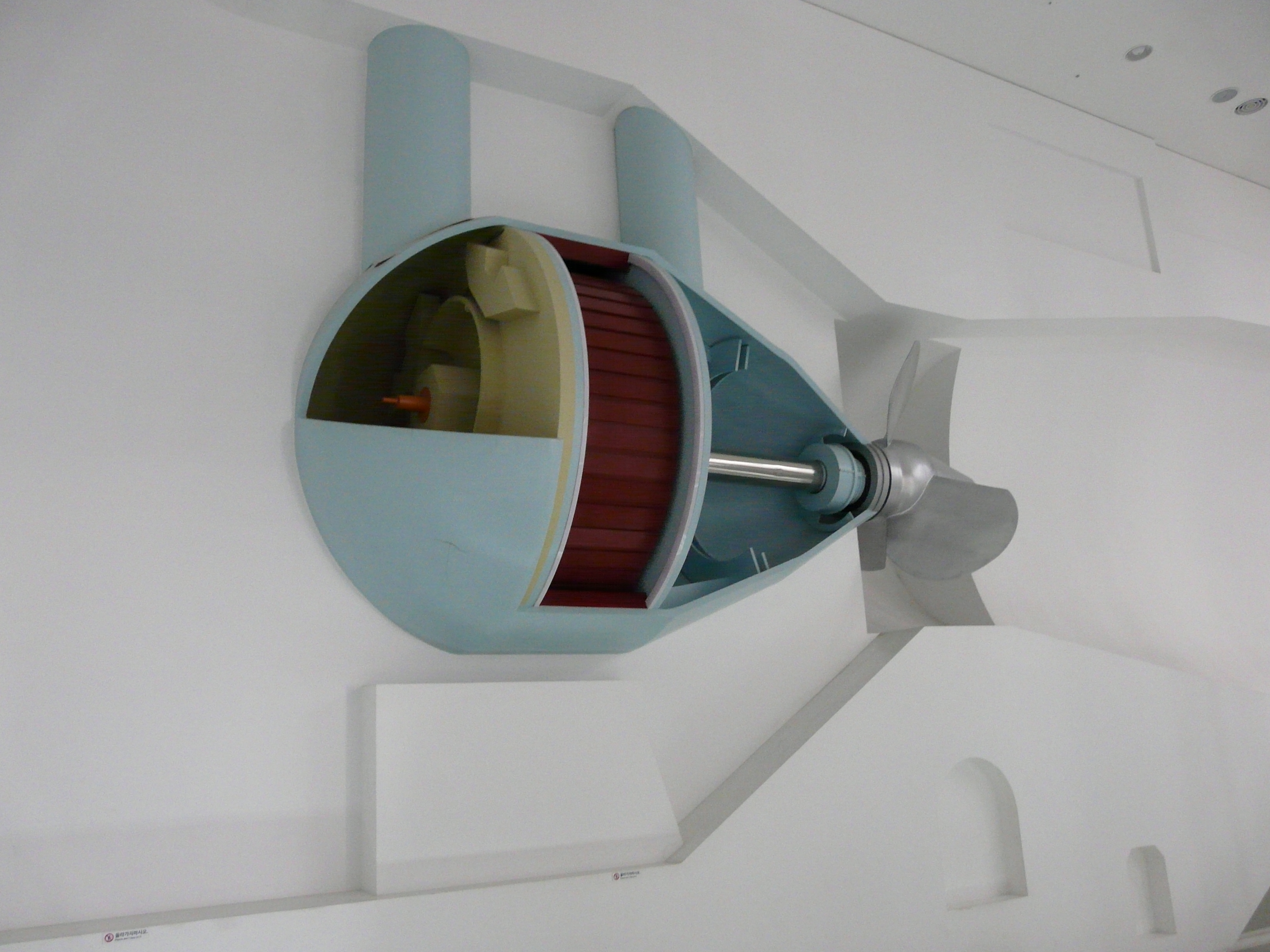
카플란수차 모형.

### 계획
조력발전소 용지의 애초 계획은 조력, 풍력, 태양열을 이용한 에너지 자족 도시였다. 2007년 대우건설이 제안한 ‘e-사이언스파크’ 조성 계획안에 따르면, 큰가리섬을 다리로 연결하고 과학전시관과 체험관 용도의 유리 벽 타워 2개를 중앙에 짓고, 미래형 첨단 주거시설을 건설한다. 전기 모노레일과 전기 수륙양용버스로 육·해상을 연결하고, 수변에 유람선 선착장과 수변 무대 겸 광장을 만든다. 이 계획은 2009년까지 유지되지만 2010년 수자원공사, 안산시, 시흥시, 화성시, 경기도가 합의한 ‘시화호 워터프론트’(시화나래) 프로젝트에 따라 과학전시관과 전망대, 휴게소와 수변 무대 겸 광장을 뺀 계획이 인근으로 이전되거나 사라지게 된다.

### 가물막이 축조
공사는 부지 13만8천m2, 사업비 3,135억 원에 대우건설 45%, 삼성물산 35%, 신동아종합건설 10%, 대보건설 10%의 지분으로 2004년 12월 착공했다. 발전소 건설에 앞서 주변 수중을 막기 위한 가물막이가 진행되었다. 공사에는 토사 유출 최소화를 위해 새로운 방법을 도입했다. 기존 강널말뚝식이나 사석경사식 공법이 아닌 강재원형기둥을 세우고 안에 모래를 채우는 원형셀공법을 도입한 것이다. 이 공사는 2005년 5월부터 10개월간 시행됐으며, 설치 규모는 원형셀 29개와 아크셀 28개이다.

### 발전소 건설
썰물 때 물을 빼는 수문 8개를 짓는 한편, 그 옆에는 지름 7.5m, 무게 800t의 수차 10기를 지니는 15층 높이의 발전소를 지었다. 수차의 주요설비설계와 제작 일부는 오스트리아의 안드리츠 AG사가 맡았다. 모든 설비는 외부에서 제작·조립하여 대형 크레인을 통해 운반·설치하였다. 발전 설비의 하중을 지지하는 수차발전기 지지대 안에, 수차 날개의 회전력을 회전자로 전달하는 수차축을 넣는다. 그다음 수차축과 연결돼 돌아가는 회전자를 연결하고 주변에 고정자를 두어, 회전 시 회전자의 N극·S극에서 자력이 발생하도록 만든다. 물의 양을 조절하여 수차의 회전량을 일정하게 하는 유량조절장치를 수차 날개 바로 앞에 설치한다. 수차는 지름 14m의 가로축 카플란수차로, 바람개비 모양 회전체 날개의 길이는 7.5m이다. 기존의 수차발전기들이 일반 탄소강 재질만을 사용해 물이 닿으면 녹스는 취약점이 있어, 이를 방지하고자 수차의 해수접촉 부분은 녹이 슬지 않는 스테인리스강 처리하였고, 이외의 탄소강 부분은 전선으로 연결된 마그네슘이 대신 부식되게 하는 전기 방식법을 적용하였다. 친환경 공법도 적용하였다. 바다 생물의 수차 이동 시 피해 최소화를 위해 3개로 날개를 최소화했다. 사용된 냉각수를 재활용해 방류를 줄이는 폐쇄회로 방식을 적용하였다. 생화학적 분해 가능 기름을 베어링 윤활유와 유압 작동유에 적용하였다. 2005년 발효된 교토 의정서에 부합하기 위해 2006년부터 유엔기후변화협약에 청정개발체제로 등록하여 시공해 탄소배출권을 획득하게 되었다. 이로써 얻게 된 부수입은 연 70~80억 원가량이다.

## 발전 방법과 경과

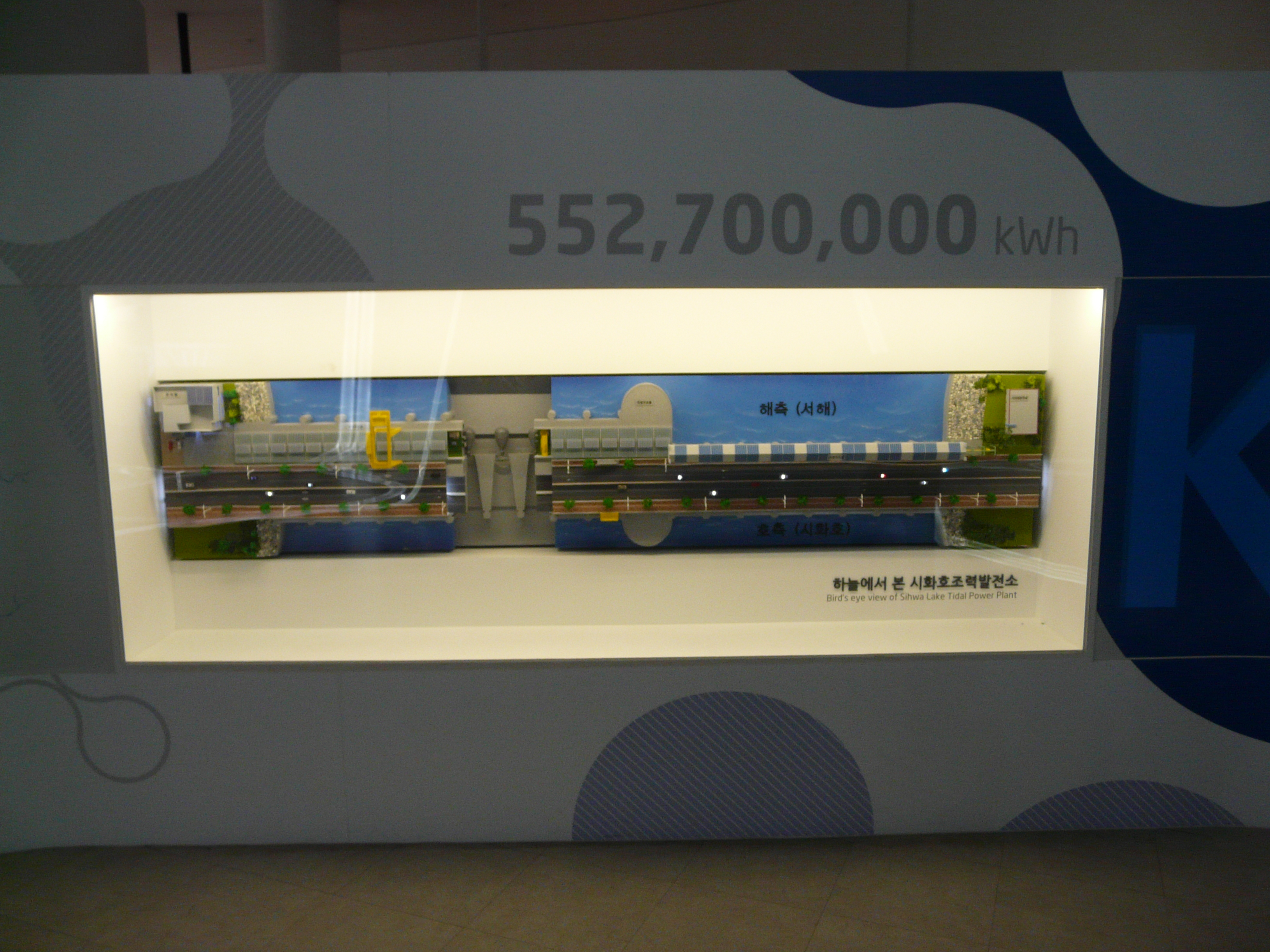
연발전량과 하늘에서 본 발전소 모습 미니어처.

달의 중력으로 하루 두 차례 발생하는 조석을 이용하는 조력발전은 온실가스나 폐기물이 생기지 않는 재생 가능 에너지이다. 시화호가 속한 경기만은 강한 조석이 발생해 조석간만의 차가 크고, 해안선이 복잡해 크거나 작은 만이 여럿 존재하는 조력발전의 최적지이다. 조력발전의 방식은 해수를 저장하는 저수지를 만들어 발전하는 조지식 발전이며, 밀물만을 이용하는 단류식 창조발전이다. 썰물을 이용하지 않는 것은 경기만의 완만한 경사로 썰물이 방조제 안쪽에서 넓게 퍼져버려 이용 가능한 수위 차가 생기지 않기 때문이다.

밀물 시에 수문 조작으로 조지와 외해 사이의 수위 차를 만든다. 이때 생기는 시화호의 수위 차는 최대 5.6m가 된다. 이 수위 차가 갖는 위치 에너지는 수차 날개를 돌리게 되어 역학적 에너지가 된다. 그리고 여기서 돌아가는 수차 날개와 수차축으로 직결된 교류 발전기의 회전자가 함께 돌아가게 되어 전자기 유도가 일어나 최종적으로 전기 에너지가 된다.
초기에는 인근 생태계 영향을 최소화하기 위해 수차와 수문 가동을 1대부터 점진적으로 늘려갔다. 10대의 카플란수차가 초당 한 바퀴씩 돌아 하루에
총 254MWh를 발전한다. 이는 연 552,700MWh로 인구 50만 명이 한 해 동안 사용할 수 있는 양이다. 소양강댐 발전소와는 1.56배 차이며, 종전 연 544,000MWh의 랑스조력발전소를 넘어서며 세계 최대의 조력발전량을 기록 중이다. 이렇게 생산된 전기는 변압기 실에서 15만4000볼트로 전압을 높여 땅 아래의 지중송전선로를 통해 10 km 밖 반월국가산업단지 내의 남시화변전소로 송전된다. 타 발전소와 달리 조차 상황에 의존하기에 전기 공급을 임의 조절할 수 없는 조력발전소는 전기 판매 시 비중앙급전 발전기로 분류된다. 전력 도매가격 단가인 전력 계통한계가격으로 한국전력거래소에서 판매되며, 수입은 연 600억 원 가량이다. 이로써 대체되는 석유는 연 86만 2,000배럴이고, 이산화탄소 발생 저감은 연 31만 5,000t이다. 총생산발전량은 2015년 1월 5일 1,500,000MWh를 돌파하였다.

## 부대시설과 주변 지리

### 시화나래 조력문화관·달전망대

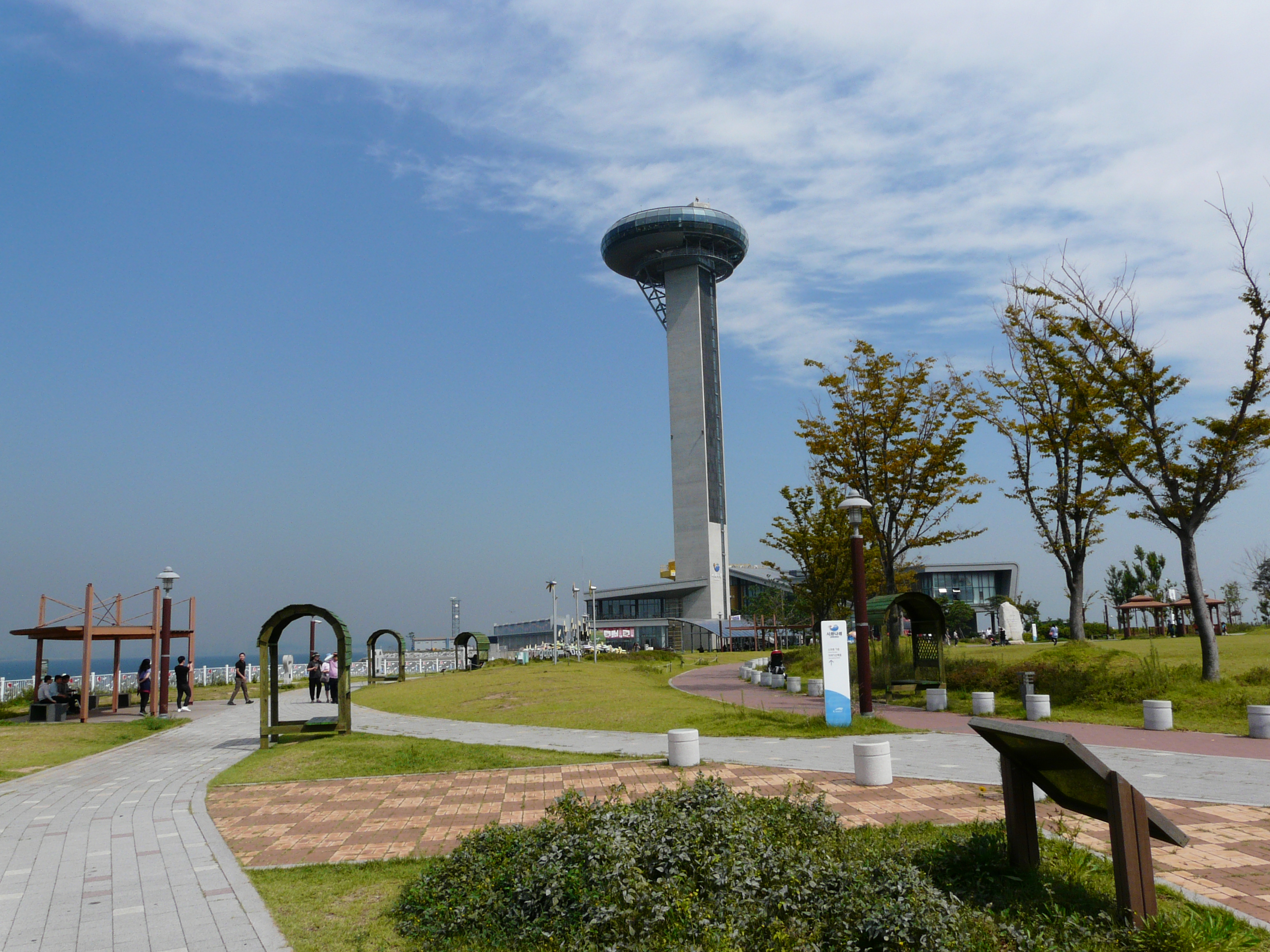
시화나래 조력공원과 조력문학관, 달전망대.

발전 시설 바로 옆에는 2014년 6월 25일 개장한 ‘시화나래 조력문화관’(Sihwa Narae Tidal Power Culture Pavilion) 이 있다. 3910m2에 216억 원을 투입해 2012년 10월 착공했으며, 지하 1층, 지상 3층으로 조력발전을 상징하는 건축 디자인의 전시관과 75m의 ‘달전망대’(Moon Tower)로 구성되어 있다. 전시관에서는 조력발전의 과학 원리와 달, 물, 생명, 에너지를 주제로 한 체험과 전시가 진행된다. 달전망대는 우주선 혹은 둥근달 모양의 유리 원반체를 하고 있어 360도의 파노라마로 서해와 시화호를 감상할 수 있다. 또 투명 유리로 된 바닥 구간이 있어 전망대 바로 밑까지 볼 수 있다. 일몰 후 밤 11시까지는 건물 외벽에 LED 조명을 비춰 예술영상을 표현하는 미디어 파사드가 달전망대에 펼쳐진다.

### 시화나래 조력공원과 휴게소
조력문학관 옆 넓은 곳에는 2012년 5월 12일 개장한 ‘시화나래 조력공원과 휴게소’(Sihwa Narae Tidal Power Park & Service area) 가 운영되고 있다. 시화나래의 명칭은 ‘훨훨 날개를 펼치듯 널리 알려지고 솟아오르다’는 의미로 시화호의 대표 이름이다. 조성에 15만m2에 132억 원을 투입해 조성했으며, 650여 대를 수용하는 주차장과 2층의 휴게소를 갖추고 있다. 휴게소는 음식 판매와 식사 공간이며, 공원은 레크리에이션 활동이 가능한 잔디마당·물결광장, 낙조 조망과 여러 조형물 감상이 가능한 산책로로 구성되어 있다.

### 큰가리섬·작은가리섬

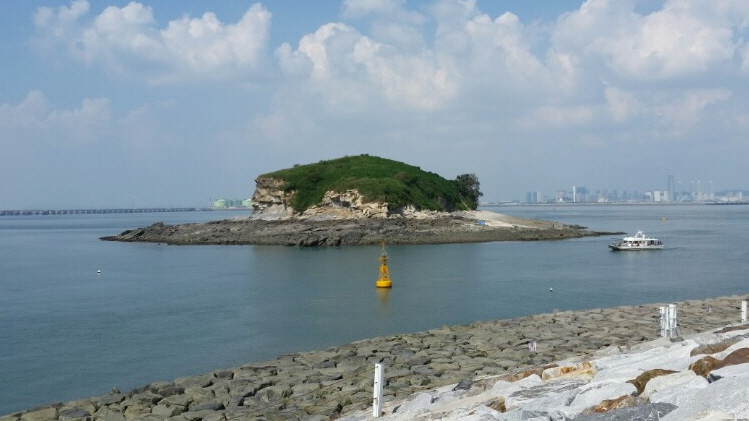
공원에서 바라본 큰가리섬.

이 지역에는 본래 큰가리섬과 작은가리섬이 함께 있었으나, 작은가리섬은 추가된 간척으로 휴게소와 공원이 되었으며 큰가리섬만이 공원 앞바다에 위치하게 되었다. 쌍섬이라고도 불린 큰가리섬과 작은가리섬의 지명은 남양도호부에 살던 어부 ‘석동’의 전설에서 유래된다.
사랑하여 부부 된 석동과 보배. 어느 날 고기잡이 나갔던 석동이 풍랑에 돌아오지 못하다가 용왕님에 의해 살아났지만, 그동안 석동을 간절히 기다리던 보배가 섬이 돼버렸다. 이를 알게 된 석동도 뒤따라 섬이 돼 서로 안타깝게 바라보게 되었고, 이를 안타까이 보던 보름달 님은 가리비들로 다리를 놓아 둘을 만나게 했다는 이야기이다.

## 영향

### 시화호의 수질 개선과 생태계 회복

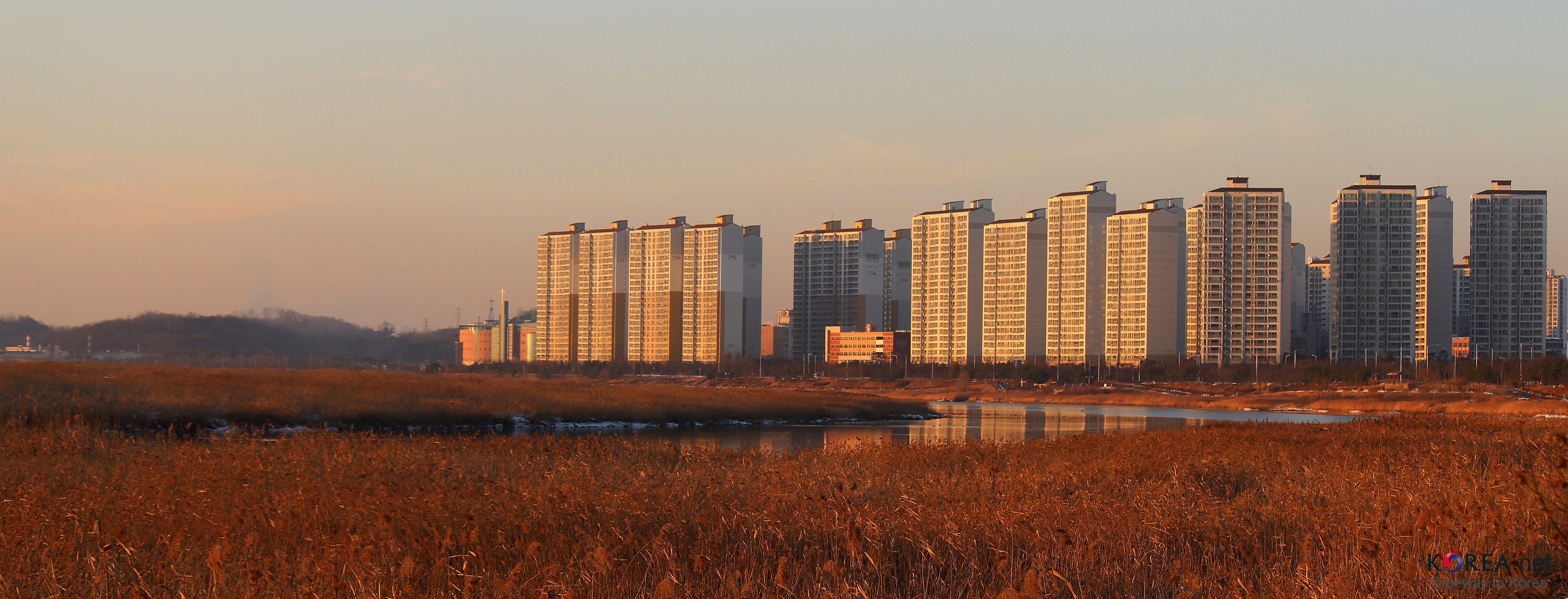
시화호 상류에 위치한 안산갈대습지공원.

2011년 제2 배수갑문을 겸하는 조력발전소가 완공되면서 3,000만t이었던 해수유통량이 1억 6,000만t으로 증대되었다. 이에 빠르게 수질이 회복되었다. 그리고 연안오염총량 관리제, 환경기초시설 운영, 산업단지 폐수 관리의 ‘시화호종합관리계획’ 또한 시화호 회복에 함께 이바지하였다. 한국환경생태학회지에 등재한 ‘시화호 조력발전소 가동 전·후 조간대 복원과 수조류와의 관계(2012)’ 논문 조사에서, 시화호 조간대는 조력발전소 가동 전 5.3km2에서 가동 후 20.3km2로 늘어났으며, 이후 백로류, 고니·기러기류, 수면성 오리류, 도요물떼새류 등 6개 물새 개체수가 유의미한 증가를 보인 것으로 나타났다.
2014년 9월부터 12월까지 시화호로 날아든 철새는 천연기념물 큰고니 등 3만 마리로 근 20년 중 가장 많은 개체 수가 시화호 인근에 둥지를 틀기도 했다. 이러한 변화는 시화호 인접 지역을 살기 좋은 곳으로 만들어 지역 개발에 활기를 띠게 하였다. 이에 따라 반월국가산업단지의 확대와 함께 송산그린시티의 개발이 진행되는 중이다. 이 기여는 세계물위원회, 국토교통부, 수자원공사가 함께한 보고서의 물 분야 글로벌녹색성장 사례로 포함돼 2015년 대구·경북 7차 세계 물 포럼에 선보여졌다.

### 건설·운영 기술 확보

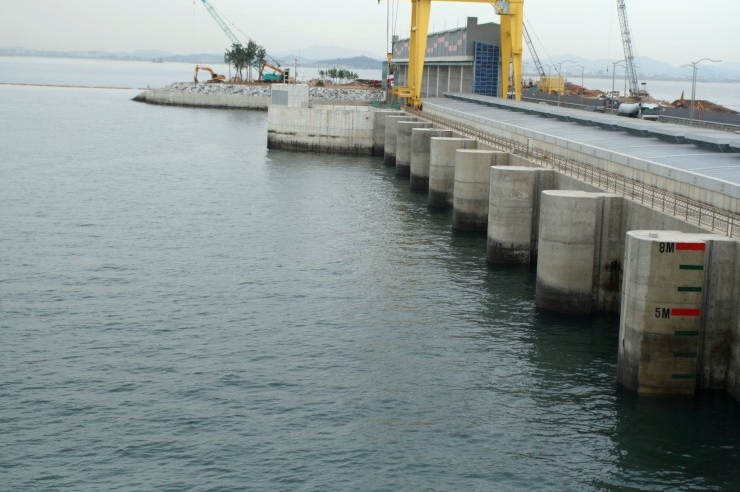
발전 시설 확대 모습.

조석변화에 따른 발전 개시시점과 발전량은 매번 달라지는데, 발전을 위해서는 이를 예측하고 결과를 비교해보며 기존 데이터를 반복 수정해야한다. 시간이 지남에 따라 시화호조력발전소에서 축척되는 데이터는 운영기술의 정확도에 기여하여 자체적인 최적운영 시뮬레이터의 개발로 이어졌다. 이렇게 확보된 운영기술은 발전소 건설경험과 합쳐져 대내외 조력발전 사업지원에 활용 가능하게 되었다. 이 경험으로 2009년 대우건설과 국토교통부가 아르헨티나 푸에르토 마드린 조력발전소 협력사업을 추진했고, 2012년 알파 콩데 기니 대통령, 세바스티안 피녜라 칠레 대통령 이 기술협력 추진을 위해 방문하기도 했다. 2012년 여수 세계 박람회에서는 주제관 내의 해양베스트관을 통해 건설·운영 기술이 세계해양분야 과학기술·정책·노하우 우수사례로 소개되었다.

### 안산시의 관광 명소
이 곳은 2012년 심사위원 현지답사와 안산시민 설문조사를 통한 안산시 관광명소 ‘안산9경’에 선정되었고, 2015년 안산시티투어버스의 코스로 포함되었다. 이와 함께 2014년 개관한 조력문화관의 누적방문객은 2015년 3월 약 90만 명을 넘어섰다. 9개월 간 매월 10만 명에 달하는 방문객수로, 100만 명을 눈앞에 두게 됐다. 이러한 인기는 수도권에 위치해 많은 인구의 접근에 부담이 적고, 서해안 조망과 자녀의 과학학습을 겸할 수 있기 때문이라는 평가이다. 이와 함께 ‘시화호 워터프론트’(시화나래) 프로젝트가 합의됨에 따라 개발되는 인근 관광지와도 연계될 예정이다.

## 비판 및 논란

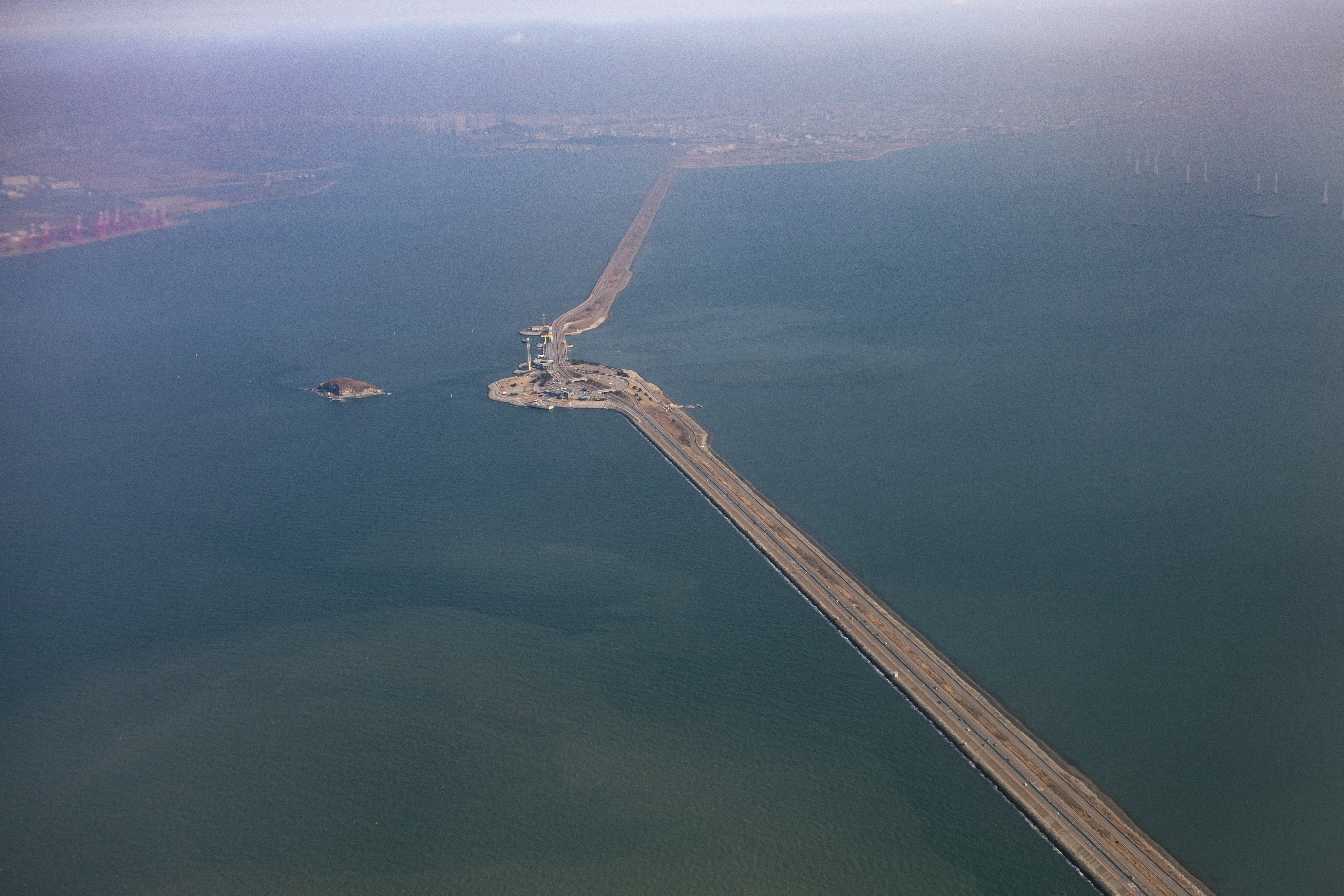
발전소와 방조제 항공 사진.

### 인근 해역의 유속과 퇴적속도의 변화
2013년 10월 한국해양학회의 ‘조력발전소 운영에 따른 해양물리변화 조사용역’ 연구 결과에 따르면, 발전소 가동 이후 주변 해역은 유속이 최대 13배 빨라졌고 해역 아래의 퇴적물도 급격히 증가했다. 유속이 빠르면 선박의 부두 접안이 어려울 수도 있으며, 퇴적률이 높으면 16m 이상이 필요한 부두 수심 확보에 방해가 될 수 있다. 이에 개장 예정인 인천신항 운영에 피해가 예상되자, 수자원공사는 피해 최소화를 위해 발전소 앞 600m와 800m 지점에 유속저감을 위한 잠제를 설치하고, 관계기관과 협의해 증가분의 퇴적물을 준설한다는 계획이다. 그럼에도 여전히 퇴적물이 쌓일 가능성을 고려한 인천항만공사가 추가 대책을 요구하였고, 수자원공사는 매년 추가 피해시 준설을 한다는 방침이다.
그러나 조력발전에 의한 퇴적량만 판단하기 어렵다는 점 때문에, 각 피해 기관과의 비용부담 수준을 정하지 못하면서 준설 협의가 길어졌다. 더불어 2014년 1월 수자원공사의 실시설계 용역 착수보고회에서 용역 마무리와 공사 시작시점이 2014년 11월로 잡혔다. 이에 인천신항 개장 시기인 2015년 말 이전에 마무리하지 못하여, 피해가 우려되고 있다.
한편, 2016년 8월 23일 발표된 ‘인천항 해양수리현상조사 최종결과’에서는 오히려 발전소 앞에 설치될 잠제가 인천 항로의 퇴적률을 증가시킬 것으로 예측하였다. 잠제 1단계 설치는 2016년에도 여전히 진행 중인 가운데, 인천지방해양수산청은 잠제 1단계 설치를 마무리 한 뒤 경과를 보고 잠제 2단계 설치 여부를 결정한다는 방침이다.

### 지방세 과세 논란
대한민국에 일고 있는 신재생에너지 과세 논란에서 조력발전소도 예외는 아니었다. 2012년 안산시의회는 조력발전소의 지방세법 개정 촉구결의안을 채택했다. 이에 국회에 경기도청이 건의를, 전해철 국회의원이 대표발의를 했다. 안산시의회는 지방자치의 자주재원과 과세대상 간 형평성 유지, 사회적비용 부담과 지역주민 행정서비스 제공을 위한 과세를 촉구한 것이고, 경기도청은 이를 시화호와 인근 하천의 환경정화 비용 등으로 사용한다는 계획이다. 수력발전은 1992년부터, 원자력발전은 2006년부터, 화력발전은 2014년부터 환경피해에 따른 지역주민의 경제손실을 보전하기 위한 과세가 이루어지고 있던 터였다. 이에 한국수자원공사는 조력발전이 아직 수익성이 검증되지 않았는데다, 과세 대상이 아니라는 행정안전부와 법제처의 유권 해석까지 나왔음에도 과세를 하려는 것은 무리한 처사라며 난색을 표하였다.

### 시화호 중금속의 바다 배출 논란

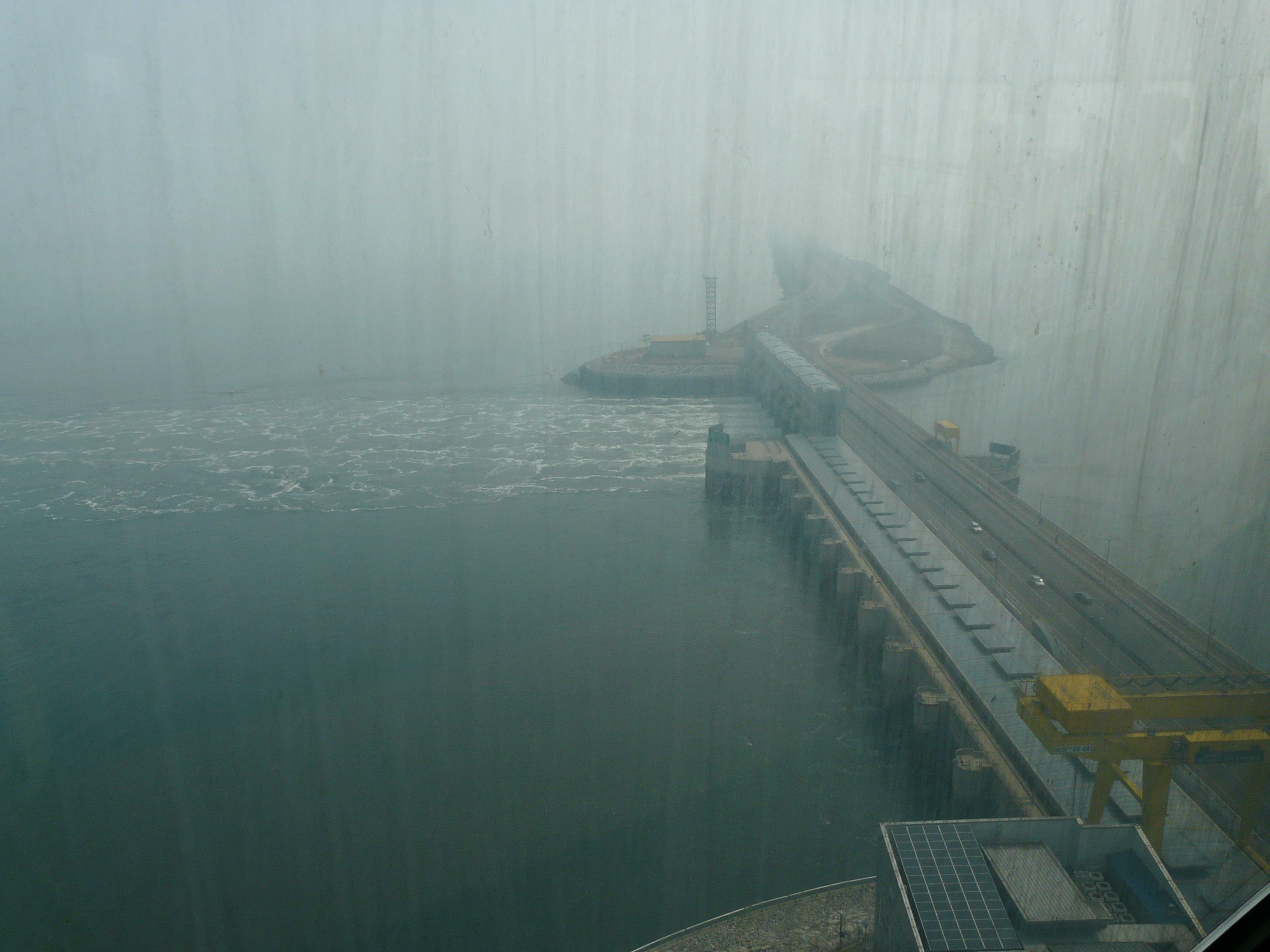
썰물 때 배수 중인 발전소 모습.

시화호의 오염 물질 배출 논란은 1996년 제1 배수갑문 시범 해수유통 때부터 시작되었다. 시범유통이라는 명목으로 오염된 호숫물을 무단 방류하여 인근 해역의 오염 문제가 대두된 것이다. 이에 인근 주민과 환경단체의 반발을 샀고 방류금지 가처분 소송으로 검찰 수사가 진행되었다. 그 후 계속된 해수유통으로 2000년에 들어 수질은 빠르게 개선되었지만, 2001년 한국해양수산개발원 보고서에서 따르면 반월공단 하류지역의 퇴적토는 여전히 중금속 오염이 심각한 것으로 나타났다. 이에 해양수산부는 조력발전소 건설과 함께 오염 퇴적토 준설사업도 병행한다는 입장이었지만, 2006년 수자원공사 내부 보고서에서는 여전히 퇴적토에서 고농도 중금속이 검출된 것으로 확인되었다. 토양 13곳 중 12곳에서 미국 해양대기청 기준을 넘는 구리가 검출되었고, 납이나 아연도 미국 기준으로 중간오염이나 심한오염 단계였다. 시화호 갯지렁이에서는 10배 이상 많은 중금속이 검출되었다. 이런 오염은 먹이 사슬에 따라 동물의 몸으로 축적되어 먹거리를 위협하는 결과를 낳는다. 그런데 조력발전소가 건설되면 이들이 바다로 흘러들어갈 수 있다는 것이다. 더불어 대한민국에서는 퇴적토에 대한 정확한 기준이 없는 상황이었고, 오염된 퇴적토 준설에 최소 100억원, 최대 400억원이 들 것으로 추산되는 상황이었다. 이에 수자원공사 관계자는 “시화호 조력발전소가 유엔기후변화협약으로부터 청정개발체제 승인을 받아 친환경적”이라면서, “조력발전소 터빈 가동영향권에 드는 면적이 별로 넓지 않아 바다로 빠져나가는 퇴적물이 크게 많지 않을 것이다. 퇴적물영향 용역조사 결과를 보고 문제가 있다면 조치할 것”이라 답하였다.
2010년 7월 한국수자원공사의 ‘시화호 퇴적토 환경영향조사 및 처리방안 수립 실시설계 용역’ 자료에서는 시화호 안쪽에 쌓인 오염 퇴적토가 조력발전으로 바닷물 흐름에 의해 떠올라 서해안으로 흘러나갈 수 있는 것으로 나타났다. 이에 수자원공사는 여전히 가동 전 오염도 높은 지역을 설정해 준설 처리한다는 대책을 제시했을 뿐 실제 준설에는 나서지 않았다. 이에 국토해양부의 관계자는 대한민국 전체 해저의 연간 오염물 준설 예산이 100억원에 불과해 시화호에만 쓸 수 없기에 대책은 없는 것이나 마찬가지라는 반응이다. 한편 발전소 가동 이후인 2015년 2월 해양수산부는 2018년까지 시화호가 포함된 특별관리해역 및 환경보전해역에 4조4224억원을 투입하여 오염된 퇴적토 등을 관리한다는 계획을 발표하였다.

### 예측 발전량 미달에 대한 손해배상 소송 패소
2014년 4월, 한국수자원공사는 발전소 건설에 참여한 건설사에게 건설 하자에 대한 책임을 묻는 손해배상을 청구하였다. 공사 측은 시공사들이 연간 발전량 552.5GWh 이상을 보장했으며 실제 연간 평균 발전량이 그에 미치지 못하였다는 입장이다. 반면 건설사들은 발전량을 보증한 바가 없으며, 만약 보증했다고 보더라도 이는 발전소 자체의 하자가 아닌 자연적 문제에 의한 것이라는 입장이다. 이에 2019년 9월, 서울중앙지방법원은 손해배상 소송 1심에서 원고 패소 판결을 하였다. 재판부는 “계약문서에 시화호 조력발전소 운영으로 생산되는 연간 전력량을 보장하거나 약정한다는 내용이 써 있지 않다”며 “발전소 특수성에 비춰보면 계약문서에 명확하게 나타나 있지 않은 한 발전소 운영에 따른 최소한의 연간 발전량을 보장했다고 보기 어렵다”고 말하였다.

## 사진
- 세로 사진
- 발전소 관리동
- 시화방조제와 발전소
- 조력문화관 내부
- 달전망대 내부 유리데크
- 달전망대에서 바라본 시화나래 조력공원
- 시화나래휴게소
- 시화나래 표지석
- 공원 야경

## 같이 보기
| - 수차 - 새만금 방조제 - 가로림조력발전소 - 반월국가산업단지 - 안산갈대습지공원 - 화성 고정리 공룡알화석 산지 | - 대부도 - 오이도 - 송도갯벌 - 송도국제도시 - 송산그린시티 - 유니버설 스튜디오 코리아 |

### 관련 홈페이지
- 시화호조력발전소 - 공식 웹페이지
- 시화호조력발전소 - 공식 블로그
- (영어) 시화호조력발전소 - 공식 영문 웹페이지
- 시화조력관리단 부서 정보 - 한국수자원공사
- 시화호조력발전소 - 안산문화관광
- 발전소정보 찾아보기 - 전력정보허브
- 발전소정보 찾아보기 - 水백과사전
- (한국어/영어) 발전기록 찾아보기 - EPSIS 전력통계정보시스템

### 주요 영상
- 다큐프라임 - 해양에너지 시대를 열다! 시화호 조력발전소 - EBS 원더풀 사이언스
- D-60 조력발전, 시화호의 새로운 실험 - EBS 하나뿐인 지구
- 네마리 토끼를 한번에! 시화호 조력발전소 - KTV 국토해양NEWS